# Франклін Пірс
Фра́нклін Пірс (англ. Franklin Pierce; 23 листопада 1804 — 8 жовтня 1869) — 14-й президент США (1853–1857), перший президент США, що народився у XIX столітті.

## Біографія
Франклін Пірс був адвокатом у своєму рідному штаті Нью-Гемпширі, потім членом законодавчих зборів штату. У 1833 р. був вибраний у конгрес США, спочатку представником, потім сенатором. У 1850 р. був президентом конвенту, скликаного для перегляду конституції Нью-Гемпширу.
Обраний в 1852 року значною більшістю голосів у президенти Сполучених Штатів від Демократичної партії (48-річний Пірс, «темний коник» своєї партії, був у той час наймолодшим обраним президентом, до того ж зовні привабливим і хорошим оратором), він під час свого правління (1853—1857) розчарував своїх виборців. Пірс був покірним знаряддям в руках Півдня і, не зупиняючись перед нічим, відстоював інтереси рабовласників.
При ньому було видано відомий білль Канзас-Небраска 1854, надавши новоствореним штатам — Канзасу і Небрасці — право зберегти чи скасувати рабство на власний розсуд.
У зовнішній політиці Пірс виявився старанним послідовником доктрини Монро («Америка для американців»). Особливо вороже ставився він до Іспанії і до Центральної Америки.
На виборах партія виставила нового кандидата — Джеймса Б'юкенена. Слабохарактерний Пірс, зіткнувшись із серйозними невдачами, став хронічним алкоголіком і відійшов від політики. Він помер від цирозу печінки.